# Гемена
Гемена (фр. Gemena) — місто в Демократичній Республіці Конго. Адміністративний центр провінції Південне Убангі. У місті є аеропорт.

## Географія
Розташована на північному заході країни, на висоті 555 м над рівнем моря.

### Клімат
Місто знаходиться у зоні, котра характеризується кліматом тропічних саван. Найтепліший місяць — березень із середньою температурою 26.3 °C (79.3 °F). Найхолодніший місяць — липень, із середньою температурою 24.2 °С (75.6 °F).
| Клімат Гемени           | Клімат Гемени | Клімат Гемени | Клімат Гемени | Клімат Гемени | Клімат Гемени | Клімат Гемени | Клімат Гемени | Клімат Гемени | Клімат Гемени | Клімат Гемени | Клімат Гемени | Клімат Гемени | Клімат Гемени |
| Показник                | Січ.          | Лют.          | Бер.          | Квіт.         | Трав.         | Черв.         | Лип.          | Серп.         | Вер.          | Жовт.         | Лист.         | Груд.         | Рік           |
| Середній максимум, °C   | 30,2          | 31,9          | 31,1          | 30,7          | 30,2          | 29,2          | 28,1          | 28,5          | 29,1          | 29,1          | 29,4          | 29,9          | 29,8          |
| Середня температура, °C | 24,9          | 26,1          | 26,3          | 26            | 25,7          | 25            | 24,2          | 24,3          | 24,6          | 24,6          | 24,8          | 24,8          | 25,1          |
| Середній мінімум, °C    | 18,2          | 18,6          | 19,5          | 19,8          | 19,8          | 19,5          | 19,1          | 19,2          | 19            | 19            | 18,9          | 18,5          | 19,1          |
| Норма опадів, мм        | 35.2          | 54.7          | 125.1         | 144.4         | 163.2         | 156.1         | 179.7         | 217.2         | 197.4         | 213.4         | 120.3         | 44            | 1650.7        |
| Днів з опадами          | 3,7           | 6             | 9,9           | 11,1          | 14            | 10,6          | 11,8          | 14,6          | 15,5          | 16,5          | 11,1          | 5,2           | 130           |
| Вологість повітря, %    | 67            | 63.8          | 67.5          | 72.1          | 77.3          | 82            | 84.9          | 83.6          | 81.5          | 80.1          | 74.8          | 70.7          | 75.4          |
| ----------------------- | ------------- | ------------- | ------------- | ------------- | ------------- | ------------- | ------------- | ------------- | ------------- | ------------- | ------------- | ------------- | ------------- |
| Джерело: Weatherbase    |               |               |               |               |               |               |               |               |               |               |               |               |               |

## Населення
Населення Гемени за оцінними даними на 2012 рік становить 138 527 осіб.

## Пам'ятки
Мати Мобуту Сесе Секо, Мама Йемо, померла в Гемені в 1971 році; в пам'ять про неї був побудований величезний мавзолей.

## Інше
З 2007 року в місті розташовується 10-я змішана бригада збройних сил ДР Конго.